# Mazda6 MPS
Mazda 6 MPS (MPS означає Mazda Performance Series) — спортивна модифікація автомобіля 5-місного 4-дверного седана Mazda 6, вперше представлений як концепт в 2002 році на шоу в Парижі. В 2006 році поступив у продаж (відомий як Mazdaspeed Atenza Північній Америці та  як Mazda 6 MPS у Європі, Південній Африці та Австралії).

## Опис
Автомобіль Mazda 6 MPS  має продуктивний 2.3-літровий 4-циліндровий турбодвигун з прямим вприскуванням палива на 257 к.с. та 380 Нм крутного моменту та 6-ступінчасту МКПП, набирає потужність до гранично допустимих 7.000 Об/хв. Досягає швидкості 100 км/год за 6.6 с. Витрачає 10.5 л/100км. Для підвищення стабільності ходу було передбачено наявність системи повного приводу.

## Огляд моделі

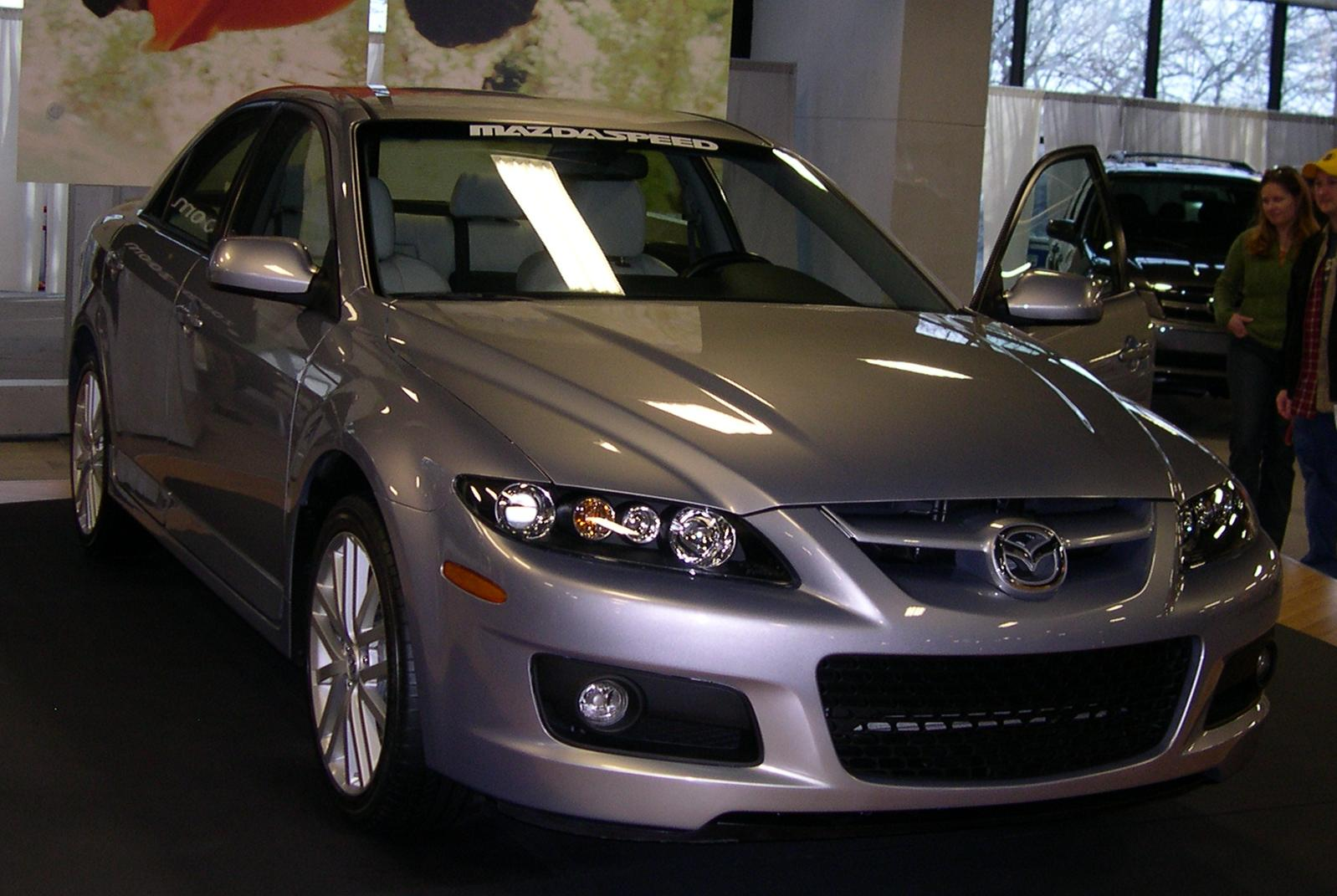
Mazda6 MPS (2005)
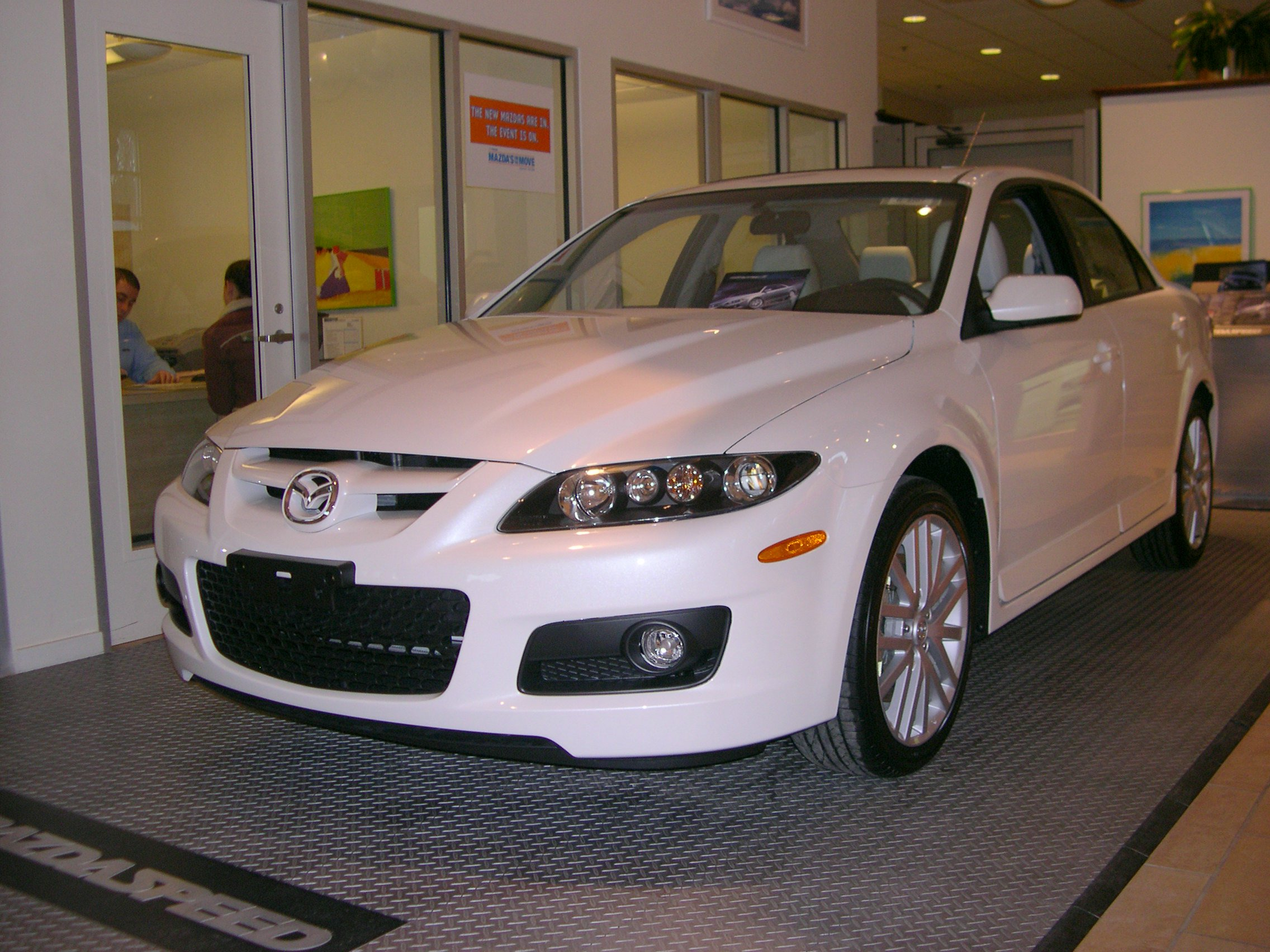
Mazda6 MPS (2006)
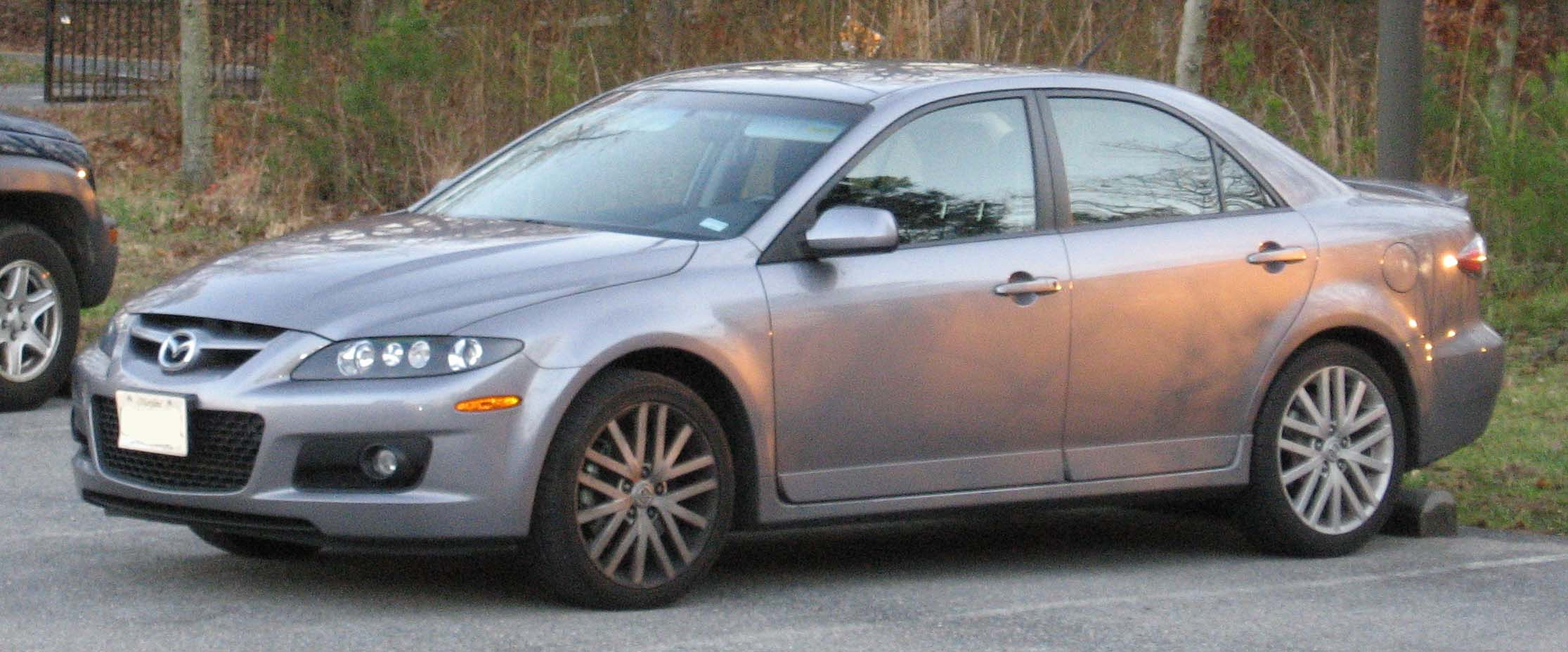
Mazda6 MPS (2007)